# شمس‌الله بهمئی
شمس‌الله بهمئی نمایندهٔ دورهٔ نهم مجلس شورای اسلامی و عضو کمیسیون انرژی دوره نهم مجلس شورای اسلامی از حوزهٔ انتخابیهٔ رامهرمز و رامشیر در استان خوزستان است.